# Képviselet (jog)
A jogi képviselet lényege, hogy valaki más helyett jár el úgy, hogy a cselekménye által más válik kötelezetté. A képviselet szabályai jogáganként eltérőek.

## A polgári jogi képviselet
A polgári jogi képviseletről Magyarországon a hatályos polgári törvénykönyv állapítja meg az általános szabályokat. A képviseleti jogkör lényege, hogy a képviselő a képviselt személy helyett tesz jognyilatkozatot, úgy, hogy a képviselő cselekménye (jognyilatkozata) által a képviselt válik jogosítottá, illetőleg kötelezetté.
A Ptk. a "jogi képviselet" kifejezés helyett egyszerűen a "képviselet" szót használja.
A polgári jogban a képviseletnek három fajtáját különböztetjük meg: 
- a törvényes képviseletet,
- a jogügyleten (meghatalmazáson) alapuló képviseletet, valamint
- a szervezeti képviseletet (pl. jogi személy képviselete).

## A Ptk. hatályos rendelkezései

### A képviselet fogalma
Ha e törvény eltérően nem rendelkezik, más személy útján is lehet jognyilatkozatot tenni. A képviselő által megtett jognyilatkozat közvetlenül a képviseltet jogosítja és kötelezi. A képviseleti jog jogszabályon, bírósági vagy hatósági határozaton, létesítő okiraton vagy meghatalmazáson alapulhat.
A Ptk. általánosságban megengedi azt, hogy képviselő útján lehessen megtenni kötelmi jogi nyilatkozatokat (a 6.10. § értelmében akár egyéb polgári jogi nyilatkozatokat is) . A kivételek jelentős része a kötelmi jogon kívülre esik.

### A képviseleti jog korlátozása
A képviselő jogkörének korlátozása jóhiszemű harmadik személlyel szemben hatálytalan, ha e törvény eltérően nem rendelkezik.

### Érdekellentét
Ha a képviselő és a képviselt között érdekellentét van, a képviselő által tett jognyilatkozatot a képviselt megtámadhatja. Vélelmezett az érdekellentét, ha a képviselő az ellenérdekű fél vagy annak képviselője. A képviselt nem támadhatja meg a jognyilatkozatot, ha a képviseleti jog alapításakor tudott az érdekellentétről.

### Álképviselet
Aki képviseleti jog nélkül vagy képviseleti jogkörét túllépve más nevében jognyilatkozatot tesz, nyilatkozata a képviselt jóváhagyásával vált ki joghatást. Ha a képviselt a nevében tett jognyilatkozatot nem hagyja jóvá, a jóhiszemű álképviselő a harmadik személynek a jognyilatkozat megtételéből eredő kárát, a rosszhiszemű álképviselő a harmadik személynek a teljes kárát köteles megtéríteni.
Lényeges különbség a képviselő és a képviselt közötti érdekellentét szabályozásában van, ahol az új szabályok -  a korábbi abszolút tilalommal szemben  - megtámadási jogot biztosítanak a képviselőnek, amennyiben nem tudott az érdekellentétről. A korábbi szabályoktól eltérően már nincs lehetőség arra, hogy a bíróság az álképviselőt mentesítse az általa okozott kár megtérítése alól.

### Ügyleti képviselet

#### Meghatalmazás
A meghatalmazás képviseleti jogot létesítő egyoldalú jognyilatkozat. A meghatalmazást a képviselőhöz, az érdekelt hatósághoz, bírósághoz vagy ahhoz a személyhez kell intézni, akihez a meghatalmazás alapján a képviselő jognyilatkozatot jogosult tenni. A meghatalmazáshoz olyan alakszerűségek szükségesek, amilyeneket jogszabály a meghatalmazás alapján megtehető jognyilatkozatra előír. A meghatalmazás visszavonásig érvényes. A meghatalmazás korlátozásának és visszavonásának jogáról való lemondás semmis. A meghatalmazás korlátozása és visszavonása harmadik személy irányában akkor hatályos, ha arról tudott vagy tudnia kellett. Meghatalmazás alapján cselekvőképes személyt korlátozottan cselekvőképes vagy cselekvőképességében részlegesen korlátozott személy is képviselhet.

### Általános meghatalmazás
Ügyek egyedileg meg nem határozott körére adott meghatalmazás akkor érvényes, ha teljes bizonyító erejű magánokiratba vagy közokiratba foglalták. A határozatlan vagy öt évnél hosszabb időre szóló általános meghatalmazás öt év elteltével hatályát veszti.

### A képviselet terjedelme
A képviseleti jog terjedelmére vonatkozó rendelkezés a korábbi szabályozásban egyáltalán nem szerepelt. A képviseleti jog kiterjed mindazon cselekmények elvégzésére és jognyilatkozatok megtételére, amelyek a képviselettel elérni kívánt cél érdekében szükségesek.

### A képviselet  sajátos esetei

#### Vélelmezett és látszaton alapuló képviselet
Üzlethelyiségben vagy az ügyfélforgalom számára nyitva álló egyéb helyiségben képviselőnek kell tekinteni azt a személyt, akiről okkal feltételezhető, hogy az ott szokásos jognyilatkozatok megtételére jogosult. A képviselő jogkörének korlátozása harmadik személlyel szemben hatálytalan, kivéve, ha a harmadik személy a korlátozásról tudott. Képviselőnek kell tekinteni azt a személyt, akiről eljárása és a képviselt személy magatartása alapján okkal feltételezhető, hogy jogosultsággal rendelkezik a képviselt személy nevében jognyilatkozatot tenni.

#### Ügyeinek vitelében akadályozott személy képviselete
A gyámhatóság kérelemre gondnokot rendel annak, akit körülményei ügyeinek vitelében akadályoznak. A gondnokrendelést bármely érdekelt és bármely hatóság kérheti, és annak hivatalból is helye van. A gondnokrendelés a gondnokolt személy cselekvőképességét nem érinti. A gondnok kezeli a gondnokolt vagyonát. A távollevő gondnoka - a gyámhatóság előzetes hozzájárulásával - minden olyan intézkedést megtehet, amivel a gondnokolt személyt károsodástól óvja meg. A halaszthatatlanul sürgős intézkedéshez a gyámhatóság hozzájárulása nem szükséges, erről azonban a gyámhatóságnak késedelem nélkül be kell számolni.

### Az eseti gondnokság és az eseti gyámság
A gyámhatóság eseti gondnokot rendel, ha a gondnok jogszabály vagy a gyámhatóság rendelkezése folytán, érdekellentét vagy más tényleges akadály miatt nem járhat el. Eseti gondnokot kell rendelni akkor is,
a) ha sürgősen kell intézkedni, és a cselekvőképtelen vagy a cselekvőképességében részlegesen korlátozott nagykorú személynek nincs törvényes képviselője vagy annak személye nem állapítható meg; továbbá
b) ha az ismeretlen, távollevő vagy ügyeinek vitelében egyébként akadályozott személy jogainak megóvása érdekében szükséges.
Az eseti gondnok az ügyben olyan jogkörrel jár el, mint a gondnok. A gondnok jogköre nem terjed ki azokra az ügyekre, amelyeknek ellátására eseti gondnokot rendeltek. A gyámhatóság eseti gyámot rendel, ha kiskorú személy képviseletéről kell gondoskodni. Az eseti gyámra az eseti gondnokra vonatkozó szabályokat kell megfelelően alkalmaz.

## Jogi személy törvényes képviselete
3:29. § [A jogi személy törvényes képviselete]
(1) A jogi személy törvényes képviseletét a vezető tisztségviselő látja el.
(2) A vezető tisztségviselő képviseleti jogát önállóan gyakorolja.
(3) A vezető tisztségviselő köteles a jogi személy jogszabályban előírt adatait a nyilvántartó bíróságnak bejelenteni.
3:30. § [Szervezeti képviselet]
(1) Ha a jogi személy létesítő okirata vagy szervezetére és működésére vonatkozó belső szabályzata a jogi személy szervezetén belül képviseleti joggal járó tisztséget határoz meg, e tisztség betöltője a jogi személy önálló képviselője.
(2) A jogi személy önálló jogi személyiséggel nem rendelkező szervezeti egységének vezetője az egység rendeltetésszerű működéséhez szükséges körben a jogi személy önálló képviselője.
(3) Az ügyvezetés az ügyek meghatározott csoportjára nézve a jogi személy munkavállalóit írásbeli nyilatkozattal a jogi személy képviseletének jogával ruházhatja fel; a képviseleti jogot a munkavállaló az ügyvezetés írásbeli nyilatkozatában meghatározott, képviseleti joggal rendelkező más személlyel együttesen gyakorolhatja.
3:31. § [A képviseleti jog korlátozása]
A jogi személynek a jogi személyek nyilvántartásába bejegyzett képviselője képviseleti jogának korlátozása és nyilatkozatának feltételhez vagy jóváhagyáshoz kötése harmadik személyekkel szemben nem hatályos, kivéve, ha a harmadik személy a korlátozásról vagy a feltétel bekövetkeztének vagy a jóváhagyásnak a szükségességéről és annak hiányáról tudott vagy tudnia kellett volna.

## A korábbi Ptk. vonatkozó szabályai

### A képviseleti jogkör
- Más személy (képviselő) útján is lehet szerződést kötni, vagy más jognyilatkozatot tenni, kivéve, ha jogszabály szerint a jognyilatkozat csak személyesen tehető meg. Cselekvőképes személyt korlátozottan cselekvőképes személy is képviselhet. A képviselő cselekménye által a képviselt válik jogosítottá, illetőleg kötelezetté.
- Áru adásvételével vagy egyéb szolgáltatás nyújtásával rendszeresen foglalkozó jogi személynek az ügyfélforgalom számára nyitva álló helyiségeiben dolgozó alkalmazottat és tagot – amennyiben jogszabály eltérően nem rendelkezik, vagy a körülményekből más nem következik – az ott szokásos szerződések megkötésénél és lebonyolításánál a jogi személy képviselőjének kell tekinteni.
- Az alkalmazott és a tag jogkörének korlátozása harmadik személlyel szemben hatálytalan, kivéve, ha a korlátozásról tudott vagy tudomást szerezhetett volna. (Ez  megfelelően irányadó a magánszemély alkalmazottjára is.)

### Jogi személy képviselete
A jogi személy nevében aláírásra a jogi személy képviselője jogosult. Ha nem ő az aláíró, és jogszabály a nyilatkozat érvényességéhez írásbeli alakot kíván, akkor két képviseleti joggal felruházott személy aláírása szükséges. A bankszámla felett való rendelkezéshez minden esetben két képviseleti joggal felruházott személy aláírása szükséges. Más jogszabály ezektől a rendelkezésektől eltérhet.

### Az álképviselő
Aki a képviseleti jogkörét jóhiszeműen túllépi, vagy anélkül, hogy képviseleti joga volna, más nevében szerződést köt, és eljárását az, akinek nevében eljárt, nem hagyja jóvá, köteles a vele szerződő félnek a szerződés megkötéséből eredő kárát megtéríteni. A bíróság azonban a szerződés megkötéséből eredő kár megtérítése alól mentesítheti, különösen ha korábban képviselő volt, és képviseleti jogának megszűnéséről a szerződéskötéskor hibáján kívül nem tudott.
- A rosszhiszemű álképviselő teljes kártérítéssel tartozik.
- A képviselő nem járhat el, ha a szemben álló vagy ellentétesen érdekelt fél ő maga vagy olyan személy, akit ugyancsak ő képvisel. Ha a képviselő jogi személy, a képviselt kifejezett engedélye alapján érdekellentét esetében is eljárhat.